# Petäjäsaari (ö i Finland, Södra Savolax, Nyslott, lat 62,09, long 29,27)
Petäjäsaari är en ö i Finland. Den ligger i sjön Reijusjärvi och i kommunen Nyslott i  landskapet Södra Savolax, i den sydöstra delen av landet, 300 km nordost om huvudstaden Helsingfors. Öns största längd är 50 meter i sydöst-nordvästlig riktning.